# Калёнов, Виктор Константинович
Виктор Константинович Калёнов (род. 21 января 1953 года) — советский и российский художник-монументалист, академик РАХ (2020).

## Биография
Художник-монументалист
Родился 21 января 1953 года в поселке Деденево Московской области, живёт и работает в Москве.
В 1980 году — окончил Московское высшее художественно-промышленное училище.
В 2020 году — избран академиком Российской академии художеств от Отделения дизайна.

## Творческая деятельность
С 1990 года — член Союза художников СССР (далее — России), с 2003 года — член Творческого Союза художников России, в 2008 году — избран членом-корреспондентом международной Академии культуры и искусства.
Основные произведения
- работы в области монументального искусства: объёмно-пространственная композиция «Автополигон» в Дмитровском районе (1990 г.); рельеф с росписью «Сад» (1988 г., бетон); панно «Корабль знаний» на фасаде школы № 8 в г. Дмитров (1995 г., металло-пластика);
- работы в области станкового искусства: «Венера» (1996 г., х.м., 90х90 см); «Портрет жены с сыном» (2004 г., х.м., 90х90 см); «За Русь православную» (2005 г., х.м., 140х160 см); «Подсолнухи» (2005 г., х.м., 120х75 см); «Цветение» (2006 г., х.м., 90х90 см); серия «Мир свечей» (2010—2019 гг., х.м., 90х90 см); «Женя с догом» (2017 г., х.м., 130х80 см); «Святой Николай» (2020 г., х.м., 90х90 см).

Участник выставок с 1980 года.

## Награды
- Заслуженный художник Российской Федерации (2006)
- Заслуженный работник культуры Московской области (2003)
- дипломы, грамоты